# ティーン・ポップ
ティーン・ポップ（英: Teen pop）は、プレティーンとティーンエイジャー向けに作られる、ポップ・ミュージックのサブジャンルである。ティーン・ポップの典型的な特徴は、オートチューンを使用したボーカル、ダンス、視覚的アピールに重点を置き、恋愛など十代の問題に焦点を置いた歌詞などが挙げられる。

## 歴史

### 20世紀
ティーン向けのポピュラー音楽は1940年代後期までには一般的になっており、代表的な歌手にはジュディ・ガーランド、フランク・シナトラがあげられる。1960年代初頭にはポール・アンカ、ニール・セダカ、ボビー・ライデル、ファビアン、アネット、リッキー・ネルソン、フランキー・アヴァロンらが人気を博し黄金世代と言われていた。1970年代、もっとも人気があったのはザ・オズモンズであった。その後はメヌード、デボラ・ギブソン、ティファニー、ニュー・キッズ・オン・ザ・ブロックなどの歌手が1980年代後半までに活躍した。
1996年に女性歌手グループ・スパイス・ガールズがリリースした『ワナビー』のヒットをきっかけに、ハンソン、バックストリート・ボーイズ、イン・シンク、ロビン、オール・セインツなどが有名になっていった。1999年におけるブリトニー・スピアーズ、クリスティーナ・アギレラ、ジェシカ・シンプソン、マンディ・ムーアの成功をオールミュージックは“ポップロリータ”トレンドと呼んだ。その後、ウィラ・フォード、A*Teens、リンジー・ローハン、ヒラリー・ダフ、アトミック・キトゥンなどティーン向けのポップ歌手やバンドが急増していった。
その後、ティーン・ポップは商業的な本物ではない音楽とみなされたり、ファン層の遷移、ポスト・グランジ、ヒップホップなどの人気により、1990年代後半のティーン・ポップは終焉を迎えた。

### 21世紀
2000年代初頭頃から2007年頃までにはディズニーと関わって多くの歌手がキャリアを積んでいった。その他にはオーディション番組『アメリカン・アイドル』シーズン6（2007年）の優勝者、ジョーダン・スパークスやミランダ・コスグローヴが人気を博す。一方、テイラー・スウィフトはポップ・ミュージックとカントリーのスタイルで「ユー・ビロング・ウィズ・ミー」「ラヴ・ストーリー」「私たちは絶対に絶対にヨリを戻したりしない」などのヒット曲を生み出し大スターになった。
カナダの歌手、ジャスティン・ビーバーはティーン・ポップへの興味を復活させた。2009年、デビューアルバムがリリースされるに先立って、アルバム収録曲がシングルとして4曲リリースされ、それらはいずれも、アメリカのヒットチャートBillboard Hot 100で40位以内の成績を収めた。アメリカで発売前のデビューアルバムに収められたシングル4曲が、40位以内をマークしたのは彼が初めてであった。
2010年にデビューしたイギリスのボーイズグループ、ワン・ダイレクションは、オーディション番組「Xファクター」の「BOYS」部門にそれぞれ別々にエントリーしていた5人がサイモン・コーウェル により見出されグループを結成したものである。